# ورانیچی
ورانیچی (به صربی: Vranići) یک منطقهٔ مسکونی در صربستان است که در چاچاک واقع شده‌است. ورانیچی ۴٫۷۴ کیلومتر مربع مساحت و ۴۵۶ نفر جمعیت دارد و ۲۴۳ متر بالاتر از سطح دریا واقع شده‌است.